# Biserica reformată din Uileacu Șimleului
Biserica reformată din Uileacu Șimleului este o biserică din Uileacu Șimleului, Sălaj construită între anii 1260-1300. este clasată pe lista monumentelor istorice din județul Sălaj cu cod LMI SJ-II-m-B-05137.

## Descriere
Este o biserică de piatră, singura biserică fortificată din zonă, a fost construită între anii 1260-1300, în stil romanic. Biserica (actulamente reformată-calvină) a aparținut inițial unei mănăstiri romano-catolice benedictine. Navă dreptunghiulară, flancată în interior de pilaștri masivi, deasupra cărora sunt ridicate pseudo-tribune laterale, practicate în grosimea zidurilor și prevăzute cu nișe în capătul estic. Fațada vestică este prevazută cu turn-clopotniță de plan patrat (la bază) si octogonal (la partea superioară). Absida poligonală nedecroșată  datează din anul 1800. Biserica a fost refăcută în secolul al XVIII-lea.

## Galerie de imagini

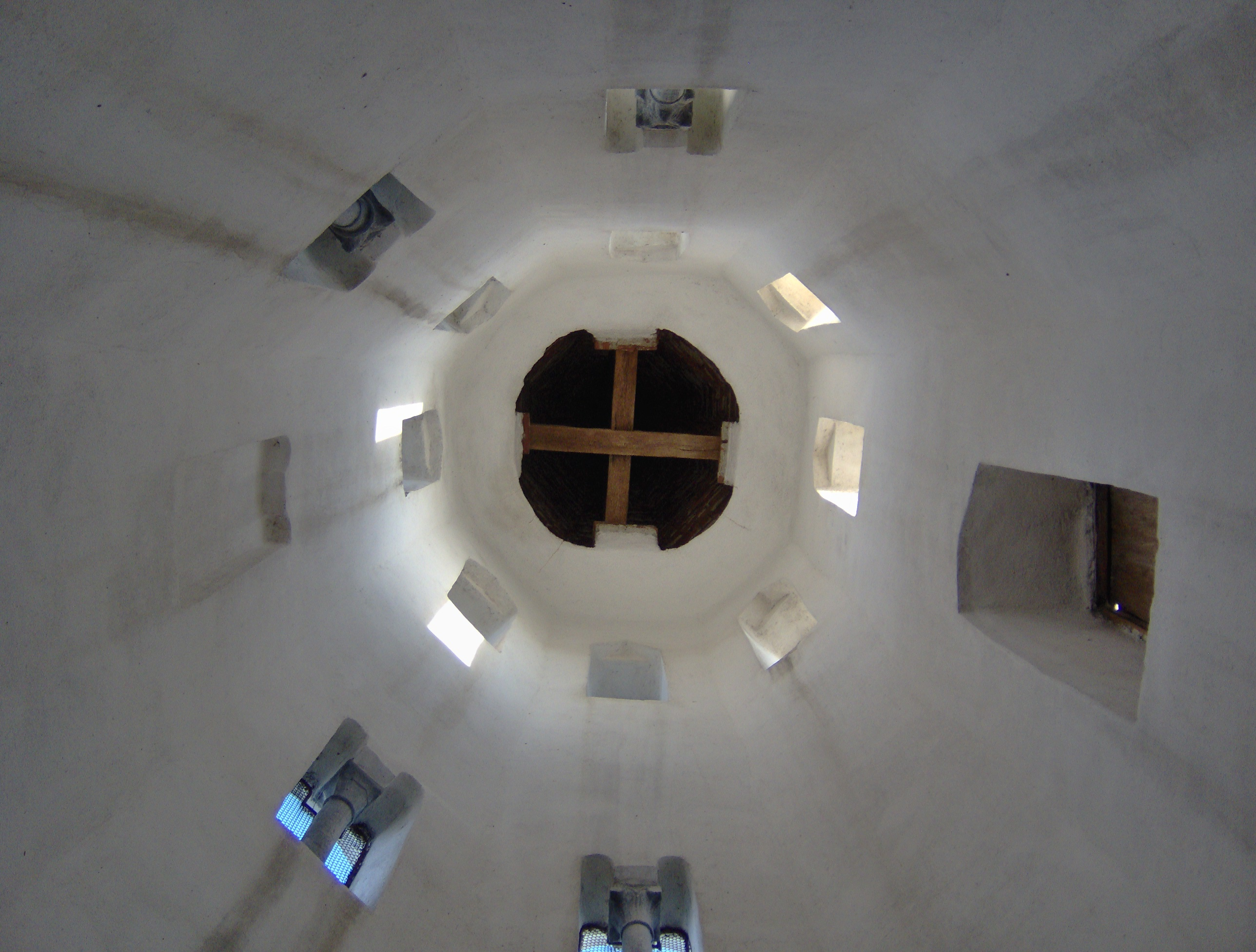
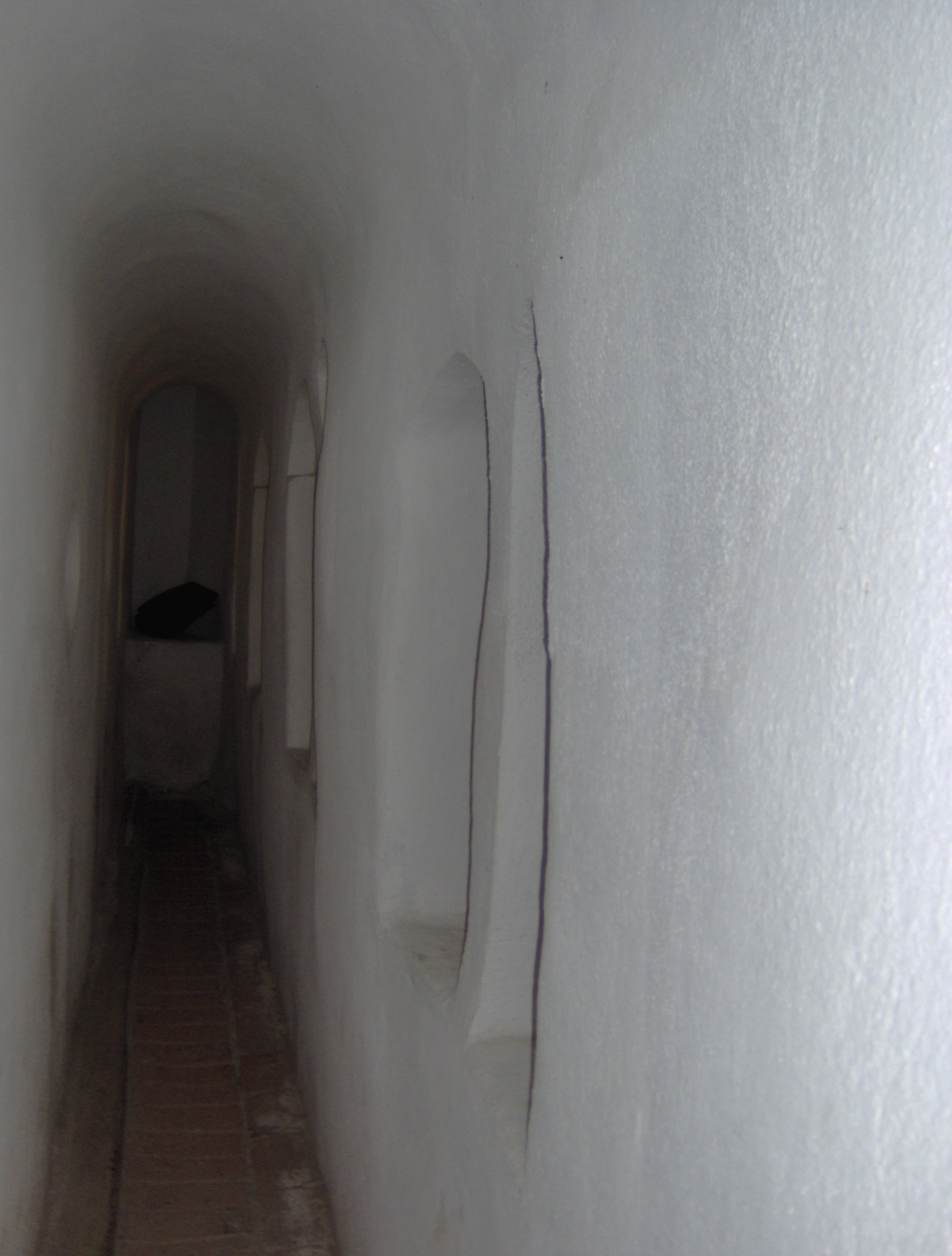
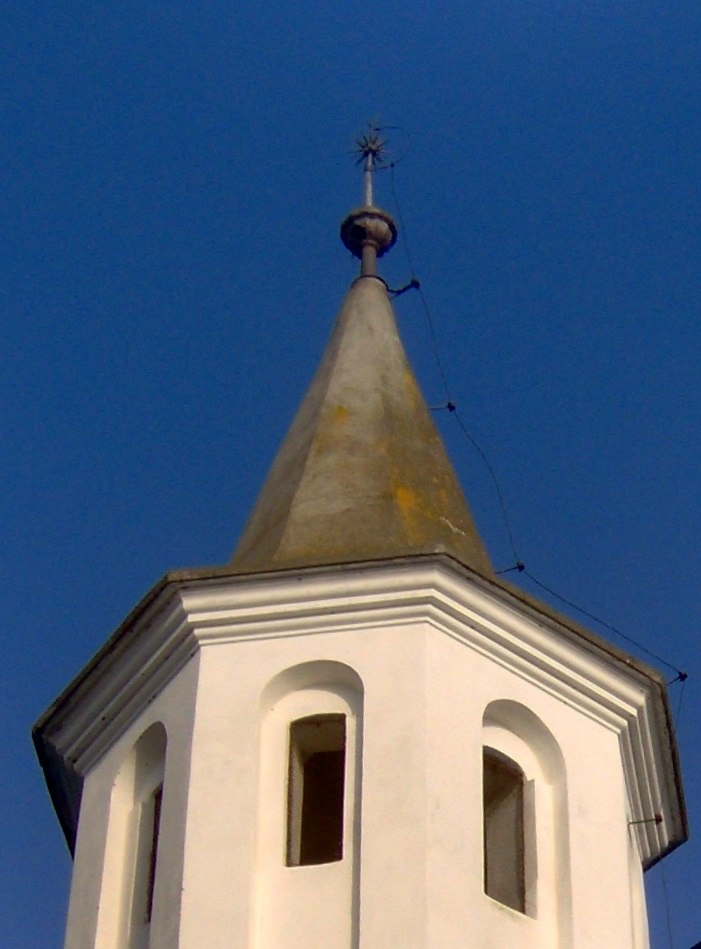
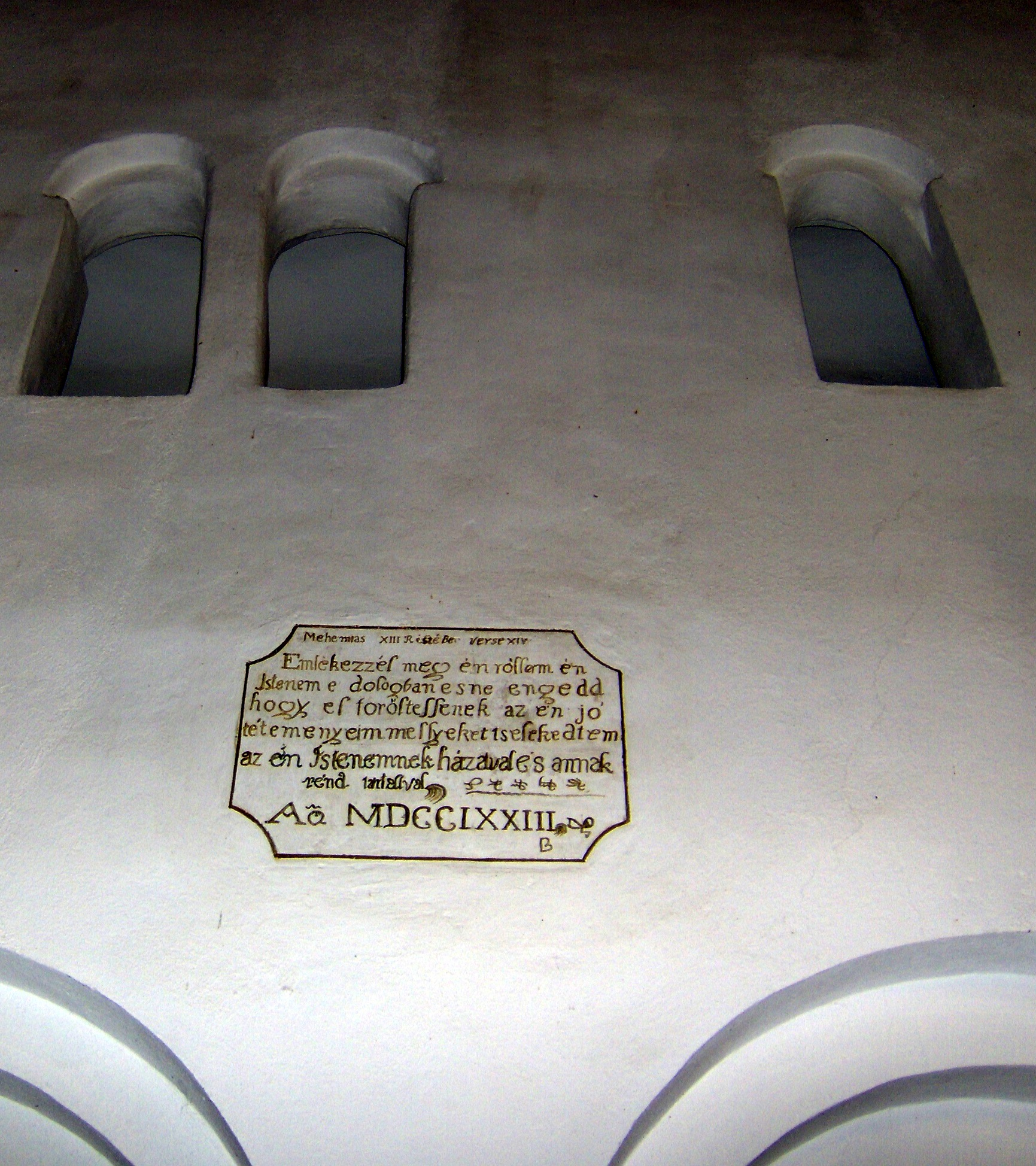
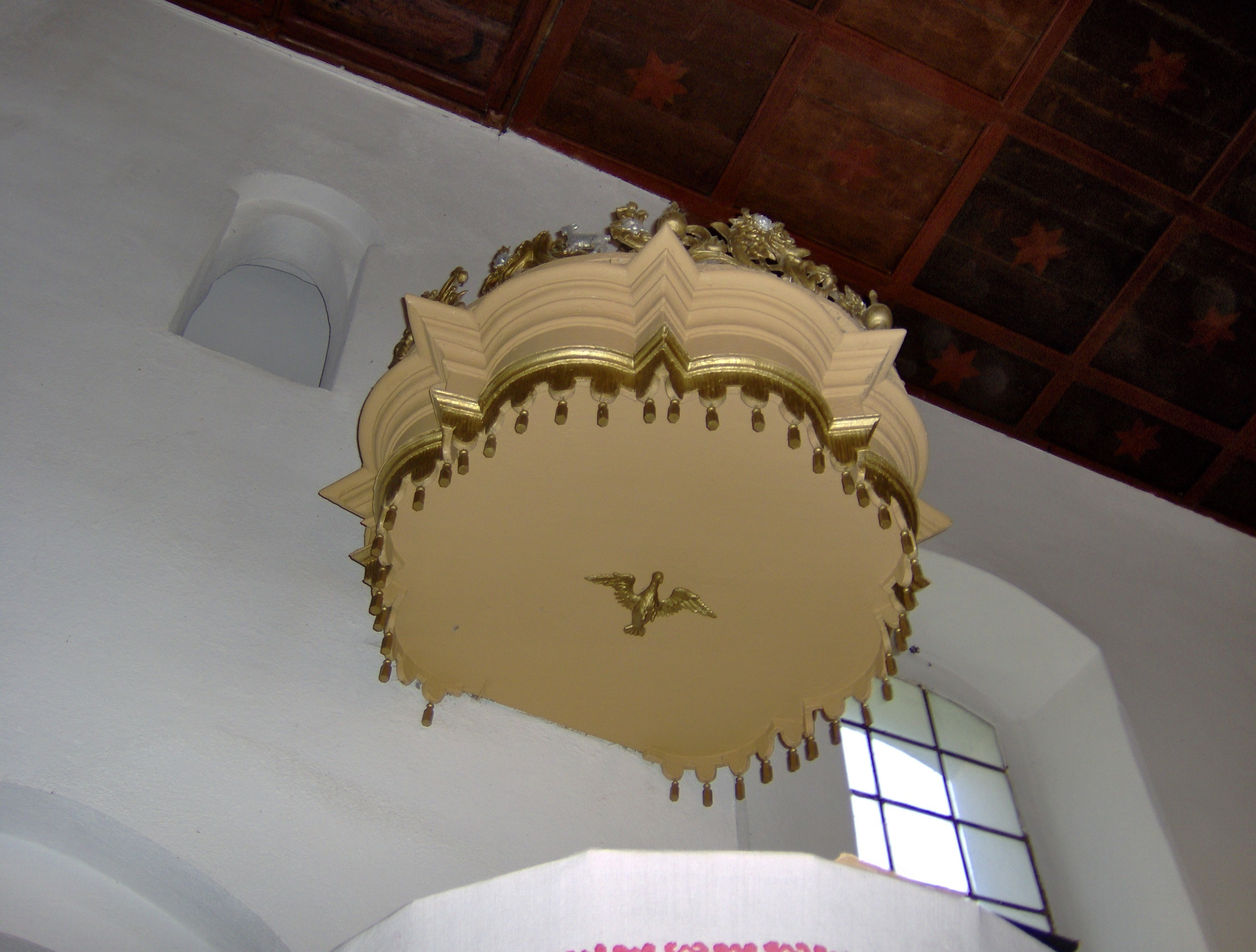